# Kindred Group
Kindred Group er en maltesisk gamblingvirksomhed, som ejer og driver Unibet, Maria casino, iGame, Bingo.com med flere. De har hovedkontor i Gzira ved Valletta. Selskabet er børsnoteret på Stockholmsbörsen.